# Галицкая железная дорога имени Карла Людвига
Галицкая железная дорога имени Карла Людвига (нем. Galizische Carl Ludwig-Bahn, пол. Kolej galicyjska im. Karola Ludwika, укр. Галицька залізниця імені Карла Людвіга) — железнодорожная линия в Галиции, во времена Австро-Венгерской империи, построенная в 1856—1861 гг. под патронатом Леона Сапеги (концессию на строительство железной дороги Сапега получил 7 апреля 1858 г. от императора Франца Иосифа). Железная дорога должна была проходить с запада на восток по территории, лежащей севернее Карпатских гор. Стоимость начального капитала в 1862 г. составила 73 700 000 крон. Через 30 лет (1891 г.) стоимость капитала была уже 186 000 000 крон.

## История
Железная дорога начиналась в Кракове и проходила через Вишню, Городок и Львов (1861). Во Львов первый поезд прибыл 4 ноября 1861 в 14.30.
Из Львова железную дорогу продлили до Красного и Бродов (1869). С Красного было проложено ответвление до Золочева, Зборова, Тернополя и Подволочиска (1871). В южном направлении железная дорога вела из Кракова в Цешин и далее в Венгрию. Были построены ещё другие короткие и длинные ответвления Галицкой железной дороги. Поэтому её общая длина постоянно росла: 168 км (1858 г.), 353 км (1861 г.), 587 км (1871 г.) и 848 км (1887 г.). В 1872 г. в Перемышле к Галицкой железной дороге была присоединена Первая венгерско-галицкая железная дорога. Это позволило непосредственно соединить по железной дороге Львов с Будапештом, вместо того, чтобы ехать только через Краков.
В 1862 г. на Галицкой железной дороге им. Карла Людвига работало 130 паровозов, 103 пассажирских вагона и 1393 товарных вагона. Через 10 лет количество паровозов почти не изменилось, но возросло число вагонов: 233 пассажирских и 3273 товарных. В 1874—1891 гг подвижной состав почти не менялся. Работало 165—175 паровозов, 255—345 пассажирских вагонов и 3320-3755 товарных вагонов. В 1860 г. Галицкая железная дорога перевезла 271 000 пассажиров, через 6 лет это число возросло до 422 тысяч. В 1870 г. было уже 594 тысячи, а в 1873 г. — 945 тысяч. Следующие 10 лет держался уровень в 820—970 тысяч пассажиров. Взлет пассажиропотока пришёлся на конец XIX века — в 1891 г. было перевезено 1,5 миллиона человек. Пассажиры могли выбирать, с каким комфортом путешествовать: в вагонах 1, 2 или 3 класса. Так в 1869—1891 гг вагонами 1 класса пользовалось лишь 1,0-2,3 % пассажиров, 9-16 % выбирало 2 класс, а подавляющее большинство (70-82 %) предпочло ехать вагонами 3 класса. В 1860 г. было перевезено 248 000 тонн различных товаров, через 4 года — 349 тысяч тонн, а в 1870 г. — 543 тысяч тонн. В 1874 г. товарные перевозки резко возросли и достигли 1,1 миллиона тонн. С 1 января 1892 новым владельцем железной дороги стала организация под названием Австрийские государственные железные дороги.

## Участки Галицкой железной дороги

### На территории современной Украины
Украинская часть старой Галицкой железной дороги начинается на польско-украинской границе, возле села Шегини, и проходит через Львов до Красного, оттуда в Броды, а также в Тернополь и Подволочиск. Отрезок от границы до Львова считается первой на территории Украины железной дорогой.
| Дата            | Линия                   | Длина     |
| --------------- | ----------------------- | --------- |
| 15 ноября 1861  | Перемышль — Львов       | 98,20 км  |
| 12 июля 1869    | Львов—Красное — Золочев | 75,29 км  |
| 12 июля 1869    | Красное — Броды         | 42,01 км  |
| 1 августа 1871  | Золочев — Тернополь     | 64,04 км  |
| 4 ноября 1871   | Тернополь — Подволочиск | 52 км     |
| 27 августа 1873 | Броды — Радивилов       | 7 км      |
| 6 июля 1884     | Ярослав — Сокаль        | 146,94 км |

### На территории современной Польши
Большая часть польского отрезка дороги составляет сейчас дорогу № 91 из Кракова до Медыки
| Дата             | Линия                         | Длина     |
| ---------------- | ----------------------------- | --------- |
| 20 февраля 1856  | Краков — Дембица              | 110,52 км |
| 26 января 1857   | Бежанув — Величка             | 5,34 км   |
| 16 сентября 1858 | Подленже — Неполомице         | 4,81 км   |
| 15 ноября 1858   | Дембица — Жешув               | 46,90 км  |
| 15 ноября 1859   | Жешув — Пшеворск              | 36,74 км  |
| 15 ноября 1860   | Пшеворск — Пшемысль           | 50,02 км  |
| 30 октября 1887  | Дембица — Розвадов — Надбжеже | 107,45 км |